# Nick Straker
Nick Straker (* 1957 als Nicholas Charles Bailey) ist ein englischer Popmusiker.

## Musik-Biografie
Nicholas Bailey spielte ab 1969 zunächst bei relativ unbekannten Bands wie Stonehenge, Batumbi und Limmie Funk Limited.
Seinen größten Hit hatte er 1979 mit der Nick Straker Band, zu der neben ihm noch Tony Mansfield (* 1955), Pete Hammond und Phil Towner (* 1955) gehörten. Das von ihm komponierte Lied A Walk in the Park stieg zunächst in die Charts in Deutschland, dann in die Hitparaden von Österreich und der Schweiz. In diesen Ländern wurde das Lied zum Top-10-Hit. Im Sommer 1980 folgte eine Platzierung in den Top 20 der UK-Charts.
Die Singles Don’t Come Back und Leaving on the Midnight Train platzierten sich zwar 1980 in der deutschen Hitparade, den Erfolg von A Walk in the Park konnte die Nick Straker Band aber nicht wiederholen. Ab 1981 hatte die Gruppe Erfolg in den US-Dance-Charts. A Little Bit of Jazz eroberte Platz 1 der Hot Dance Music/Club Play Charts, Straight Ahead kam 1983 noch auf Platz 12.
Während Tony Mansfield als Musikproduzent (u. a. für A-ha und Captain Sensible) erfolgreich war, trat Bailey in den 1980er Jahren als Songwriter z. B. für Siedah Garrett und Taylor Dayne in Erscheinung.

## Versionen vonA Walk in the Park
Die Gruppe Nighttrain veröffentlichte 1980 eine deutsche Coverversion unter dem Titel Ick renn’ durch’n Park.
1987 produzierten Stock Aitken Waterman eine neue Version von A Walk in the Park, die eine Chartposition verfehlte.
Ende 2005 wurde A Walk in the Park von den Conways gecovert, die damit Platz 60 in Deutschland erreichten. Ende 2011 versuchte es die deutsche Dance-Band Scooter mit ihrer Version unter dem Titel David Doesn’t Eat.
2010 veröffentlichte Kristof Schreuf auf seinem Album Bourgeois with Guitar eine eigene Version von A Walk in the Park, gepaart mit textlich angepassten Elementen des Stückes Cecilia von Simon & Garfunkel – in gewissem Sinne eine Verbeugung vor dem Sänger, Texter und Komponisten Nick Straker. 
Im Lied Allein Allein von Polarkreis 18 kommt direkt vor dem Refrain eine Bridge, die aus A Walk in the Park entnommen ist.

## Diskografie

### Alben
| Jahr | Titel                  | Höchstplatzierung, Gesamtwochen, AuszeichnungChartplatzierungen (Jahr, Titel, Platzierungen, Wochen, Auszeichnungen, Anmerkungen) | Höchstplatzierung, Gesamtwochen, AuszeichnungChartplatzierungen (Jahr, Titel, Platzierungen, Wochen, Auszeichnungen, Anmerkungen) | Höchstplatzierung, Gesamtwochen, AuszeichnungChartplatzierungen (Jahr, Titel, Platzierungen, Wochen, Auszeichnungen, Anmerkungen) | Höchstplatzierung, Gesamtwochen, AuszeichnungChartplatzierungen (Jahr, Titel, Platzierungen, Wochen, Auszeichnungen, Anmerkungen) | Anmerkungen                                         |
| Jahr | Titel                  | DE | AT | CH | UK | Anmerkungen                                         |
| ---- | ---------------------- | --- | --- | --- | --- | --------------------------------------------------- |
| 1980 | Future’s Above My Head | DE2 (35 Wo.)DE | — | — | — | Produzenten: Jeremy Paul, Nick Bailey, Pete Hammond |

grau schraffiert: keine Chartdaten aus diesem Jahr verfügbar
Weitere Alben
- 1980: A Walk in the Park
- 1980: A Little Bit of Jazz (DE) / The Nick Straker Band (US)
- 1983: The Nick Straker Band
- 1983: Nick Straker (Soloalbum)

### Kompilationen
- 1982: Smash Singles
- 1993: The Best of Nick Straker – A Walk in the Park
- 1994: Collection
- 1996: The Very Best Of
- 2007: Nick Straker Band

### Singles
| Jahr | Titel Album                                      | Höchstplatzierung, Gesamtwochen, AuszeichnungChartplatzierungen (Jahr, Titel, Album, Platzierungen, Wochen, Auszeichnungen, Anmerkungen) | Höchstplatzierung, Gesamtwochen, AuszeichnungChartplatzierungen (Jahr, Titel, Album, Platzierungen, Wochen, Auszeichnungen, Anmerkungen) | Höchstplatzierung, Gesamtwochen, AuszeichnungChartplatzierungen (Jahr, Titel, Album, Platzierungen, Wochen, Auszeichnungen, Anmerkungen) | Höchstplatzierung, Gesamtwochen, AuszeichnungChartplatzierungen (Jahr, Titel, Album, Platzierungen, Wochen, Auszeichnungen, Anmerkungen) | Anmerkungen                          |
| Jahr | Titel Album                                      | DE | AT | CH | UK | Anmerkungen                          |
| ---- | ------------------------------------------------ | --- | --- | --- | --- | ------------------------------------ |
| 1979 | A Walk in the Park Future’s Above My Head        | DE3 (36 Wo.)DE | AT7 (16 Wo.)AT | CH5 (12 Wo.)CH | UK20 (12 Wo.)UK | Charteintritt UK erst im August 1980 |
| 1980 | Don’t Come Back Future’s Above My Head           | DE63 (2 Wo.)DE | — | — | — |                                      |
| 1980 | Leaving on the Midnight Train A Walk in the Park | DE73 (2 Wo.)DE | — | — | UK61 (3 Wo.)UK |                                      |
| 1997 | A Walk in the Park ’97 The Very Best Of          | — | — | — | UK82 (2 Wo.)UK |                                      |
| 2005 | A Walk in the Park                               | DE60 (9 Wo.)DE | — | — | — | Conways feat. The Nick Straker Band  |

Weitere Singles
- 1979: The Last Goodbye
- 1980: A Little Bit of Jazz
- 1981: Like Dust
- 1981: Dummy Dancing
- 1982: Way of Life
- 1982: Straight Ahead
- 1983: You Know I Like It
- 1983: Against the Wall
- 1984: Must You Dance
- 1984: Turn Me Down
- 2006: He’s Got No Nothing